# Eddie Lovely
Eddie Lovely (* 16. Februar 1968 in Gainsborough) ist ein englischer Dartspieler.

## Karriere
Eddie Lovely erreichte 1993 das Achtelfinale des World Masters, wo er dem späteren Finalisten Les Wallace mit 1:2 unterlag. 1997 konnte er dieses Resultat wiederholen. Ab 2003 spielte Lovely auch vermehrt Turniere bei der Professional Darts Corporation. So nahm er im gleichen Jahr an den UK Open teil. Auf der PDC Pro Tour konnte er zwischen 2004 und 2005 dreimal ein Viertelfinale erreichen. Nach 2008 blieb Lovely ohne große Resultate und meldete sich bei den UK Open Qualifiers 2011 zurück. Er schaffte die Qualifikation für das Hauptturnier, schied dort jedoch in der Vorrunde aus. Im Folgejahr erreichte er das Viertelfinale beim BDO Gold Cup und konnte 2012 sich bei den Lincolnshire Open ins Halbfinale spielen. Fortan blieben weitere Erfolge aus. 2017 spielte Lovely die PDC Qualifying School, konnte sich jedoch keine Tour Card sichern. Aufgrund dessen spielte Lovely die PDC Challenge Tour, wo er trotz eines Nine dart finish keine Erfolge verbuchen konnte. 2019 konnte er auf der Challenge Tour zweimal sowie bei den British Open  das Viertelfinale erreichen. Ein Jahr später schaffte er es zudem auf der Challenge Tour einmal ins Halbfinale. Bei den Players Championships 2020 nahm er aufgrund einiger Absagen wegen der COVID-19-Pandemie des Öfteren teil. 2021 gelang ihm dann über die PDC Qualifying School der Tour Card-Gewinn. Er erreichte beim Players Championship 3 erreichte er nach 2013 das Achtelfinale auf der Pro Tour. Bei den UK Open 2021 ging es für Lovely bis in Runde 3.
Nachdem Lovely seine Tour Card 2022 wieder abgeben musste, startete er im Januar 2023 bei der Q-School in der Final Stage. Sein einer Punkt für die Rangliste reichte jedoch klar nicht für die Tour Card. Bei der PDC Challenge Tour 2023 spielte er sich daraufhin in ein Halbfinale und auch bei der World Seniors Darts Tour konnte er Erfolge erzielen. So stand er zum Beispiel im Finale des Masters Qualifier 2, konnte sich aber nicht gegen Mark McGeeney durchsetzen und fürs Hauptturnier qualifizieren. Dazu kommt ein Halbfinale beim Open Series Event 7.
Bei der UK Q-School 2024 war Lovely wieder dabei. Er gewann aber lediglich ein Spiel und schied somit mit nur einem Punkt in der Rangliste aus. Am ersten Wochenende der Challenge Tour stand Lovely daraufhin einmal im Achtelfinale, blieb danach jedoch ohne Preisgeld. Auf der World Seniors Darts Tour stand Lovely einmal im Viertelfinale.
Auch bei der UK Q-School 2025 war Lovely vertreten. Er überstand vergleichsweise knapp die First Stage, In der Final Stage gewann er jedoch nur ein einziges Spiel und blieb ohne Punkt für die Rangliste.